# مقبرة سابانا غراندي الماسونية
مقبرة سابانا غراندي الماسونية (بالإسبانية: Cementerio Masónico de Sabana Grande) ، المعروفة رسميًا باسم المقبرة الماسونية للإستجابة لوجيا إغوالداد نيم. 23 دي سابانا غراندي. (بالإنجليزية: Masonic Cemetery of the Respectable Equality Lodge Number 23 of Sabana Grande) هي مقبرة تاريخية في سابانا غراندي، بورتوريكو.
تم إدراج المقبرة الماسونية في السجل الوطني الأمريكي للأماكن التاريخية في عام 2013.